# 福米村 (鳥取県西伯郡)
福米村（ふくよねそん）は、鳥取県西伯郡にあった村。現在の米子市の一部にあたる。

## 地理
弓ヶ浜半島の基部外浜に位置し、北は美保湾に面していた。
- 河川：日野川[3]、新開川[2]、堀川[2]、米川[2]、大沢川[4]

## 歴史
- 1889年（明治22年）10月1日、町村制の施行により、会見郡西福原村、東福原村、米原村が合併して村制施行し、福米村が発足[1][2]。旧村名を継承した西福原、東福原、米原の3大字を編成[2]。
- 1896年（明治29年）4月1日、郡の統合により西伯郡に所属[2]。
- 1919年（大正8年）大字西福原で大火が発生し、大字東福原まで延焼し、1集落が全焼した[4]。
- 1936年（昭和11年）婦人消防隊結成[2]
- 1938年（昭和13年）3月17日、米子市に編入され廃止[1][2]。編入後、米子市大字西福原・東福原・米原となる[2]。

### 地名の由来
合併旧村名の各一文字を組み合わせたもの。

## 産業
- 農業、漁業[4]
- 産物：米、麦、鰯[4]

## 交通

### 鉄道
- 1902年（明治35年）官設鉄道山陰線と山陽線の連絡線（現境線）が開通し後藤駅開設[2]。

## 教育
- 1874年（明治7年）車尾小学校から独立して東福原小学校開校[3]。1877年（明治10年）上福原小学校を合併[3]。1884年（明治17年）校舎を新築したが、1886年（明治19年）暴風雨により校舎倒壊[3]。1887年（明治20年）車尾小学校に併合[3]。1890年（明治23年）福米小学校開校[3]。1907年（明治40年）高等科を併置したが1909年（明治42）に廃止し、校名を福米尋常小学校に改称[3]。1919年（大正8年）校舎全焼し1922年（大正11年）新校舎落成[3]。1935年（昭和10年）高等科女子部を併置し福米尋常高等小学校に改称[3]。
- 1909年（明治42年）教育施設・奨業園を開設[2]。1913年（大正2年）私立代用感化院に改称[2]。1926年（大正15年）県立奨徳学園となる[2]。（現: 児童自立支援施設県立喜多原学園）